# Korbovo
Korbovo (srbsky Корбово) je vesnice ve východní části Srbska, administrativně spadající pod opštinu Kladovo. Vesnice leží na břehu veletoku Dunaje za Kladovem a za soutěskou Železná vrata. Na druhé straně veletoku se na rumunském území rozkládá obec Ostrovu Corbului.
Z národnostního hlediska je obyvatelstvo v drtivé většině srbské národnosti (cca 90 %). Vzhledem k odlehlosti od větších měst zde nicméně prudce klesal v posledních desetiletích počet obyvatel (roku 2022 zde žilo 582 osob). Řada z nich ale bydlí ve větších městech a vrací se sem na svátky nebo na prázdniny. 
V obci stojí dva pravoslavné kostely. Vesnice má pouze nízkou zástavbu. Nevede sem žádná významnější silnice a obec nemá ani vlastní přístav. Stojí zde základní škola, která nese název podle hajduka Veljka.